# Охридъ
„Охридъ“ е български вестник, излизал от януари 1992 до март 1993 година.
Излиза в 5 броя. Издание е на Студентско дружество „Шар“, обединяващо студенти от различни университети в София. Брой 5 излиза и като „Национален студентски вестник“. Списва се на книжовен български език, но се публикуват материали и на охридски и царибродски диалект. „Охридъ“ настоява за правописна реформа, насочена към обединяване на българските говори от Шар до Черно море.
Публикува статии, посветени на съвременното положение и историята на географската област Македония, на Западните покрайнини, както и някои материали, свързани със студентския живот в България, информации относно актуално-политическото развитие на някои бивши югославски републики. Във всеки брой е приложена българска историческа или етническа карта. Като специално приложение на бр. 5 са издадени статии от списание „Лоза“ (1892, 1894).
На вестника сътрудничат Стоян Бояджиев, Наум Кайчев, Божидар Харизанов и други.